# PBM (航空機)
PBM マリナー
飛行するPBM-3
(VP-74哨戒飛行隊所属、1942年撮影)
- 用途：哨戒機、爆撃機
- 分類：飛行艇（哨戒爆撃機）
- 製造者：グレン・L・マーティン社
- 運用者

  -  アメリカ海軍
  -  アメリカ沿岸警備隊
  -  オーストラリア空軍
  -  アルゼンチン海軍 ほか
- 初飛行：1939年2月18日
- 生産数：1,366機
- 運用開始：1940年9月1日
- 退役

  - 1956年7月（アメリカ海軍・沿岸警備隊）
  - 1959年（オランダ海軍）
  - 1964年（ウルグアイ）
- 運用状況：退役

PBM マリナー（Martin PBM Mariner ）は、アメリカ合衆国のマーティン社が開発し、アメリカ海軍で運用された飛行艇。
愛称の「マリナー (Mariner)」は、船員や水夫の意。

## 概要
PBY哨戒機の後継機として第二次世界大戦の中期以降、哨戒、海上救難、輸送等の任務で活躍し、1950年代まで一線で用いられ、アメリカ海軍のみならず、イギリス空軍やアメリカ沿岸警備隊でも運用された。
アメリカ海軍は1937年にXPBM-1としてマーティン社に発注を行なっており、試作機が1939年2月18日に初飛行、1940年に量産が開始されている。生産機数は1,285機。

## 設計
レシプロエンジン双発の飛行艇であり、主翼はエンジンを海面から離すためにガル翼である。補助フロートは引き込み式(PBM-3以降は固定式)で、尾翼は上反角が付けられたH型となっている。
機体規模、性能ともにPBY-1カタリナを大きく上回っていた。PBM-3Dは、エンジンナセル内側の主翼下面にハードポイントが設けられ、2000lbの魚雷が装備できた。また、爆弾庫をエンジンナセル中央に設けてそれぞれ各種爆弾を収容できた。

## 各型

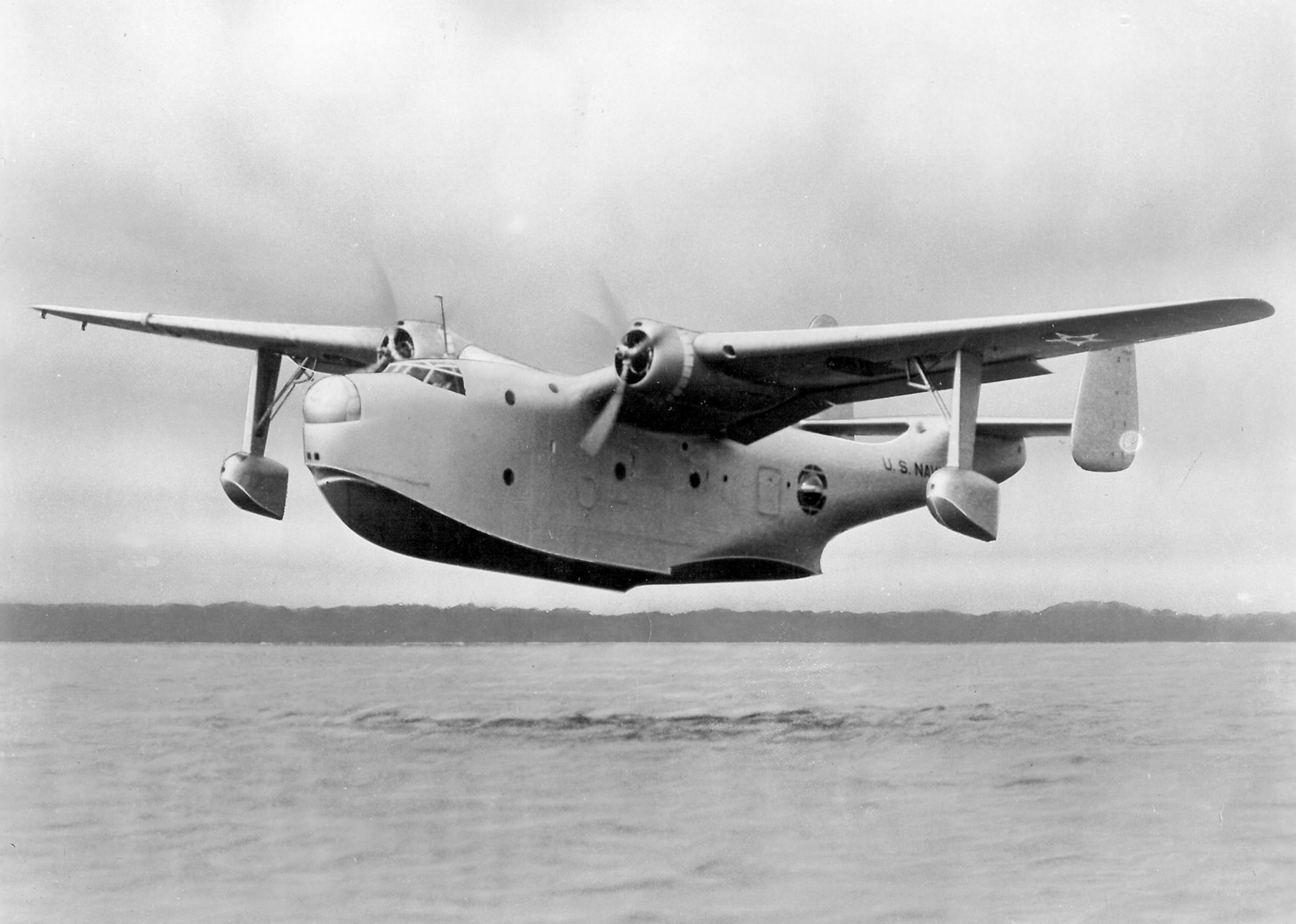
XPBM-1
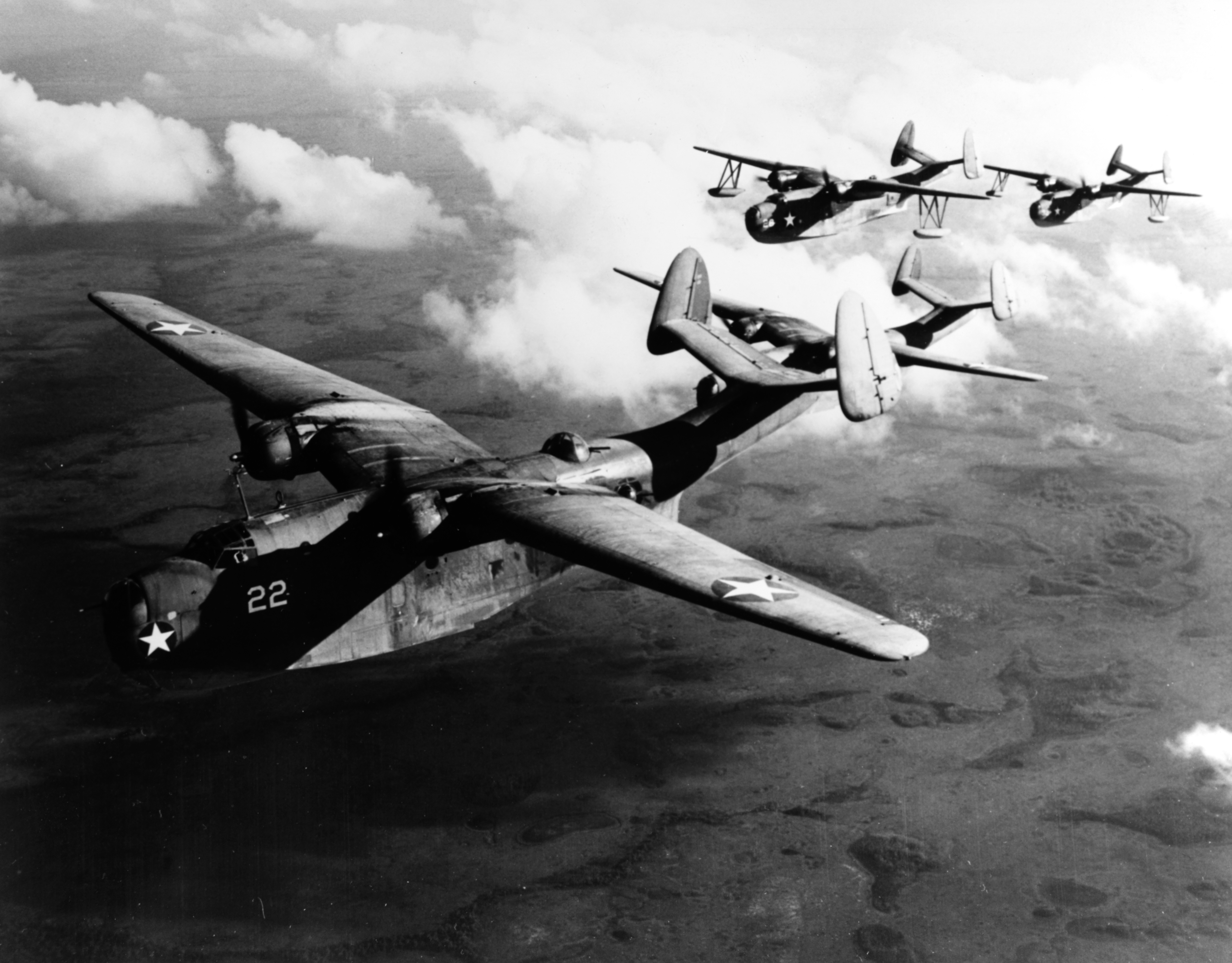
PBM-1
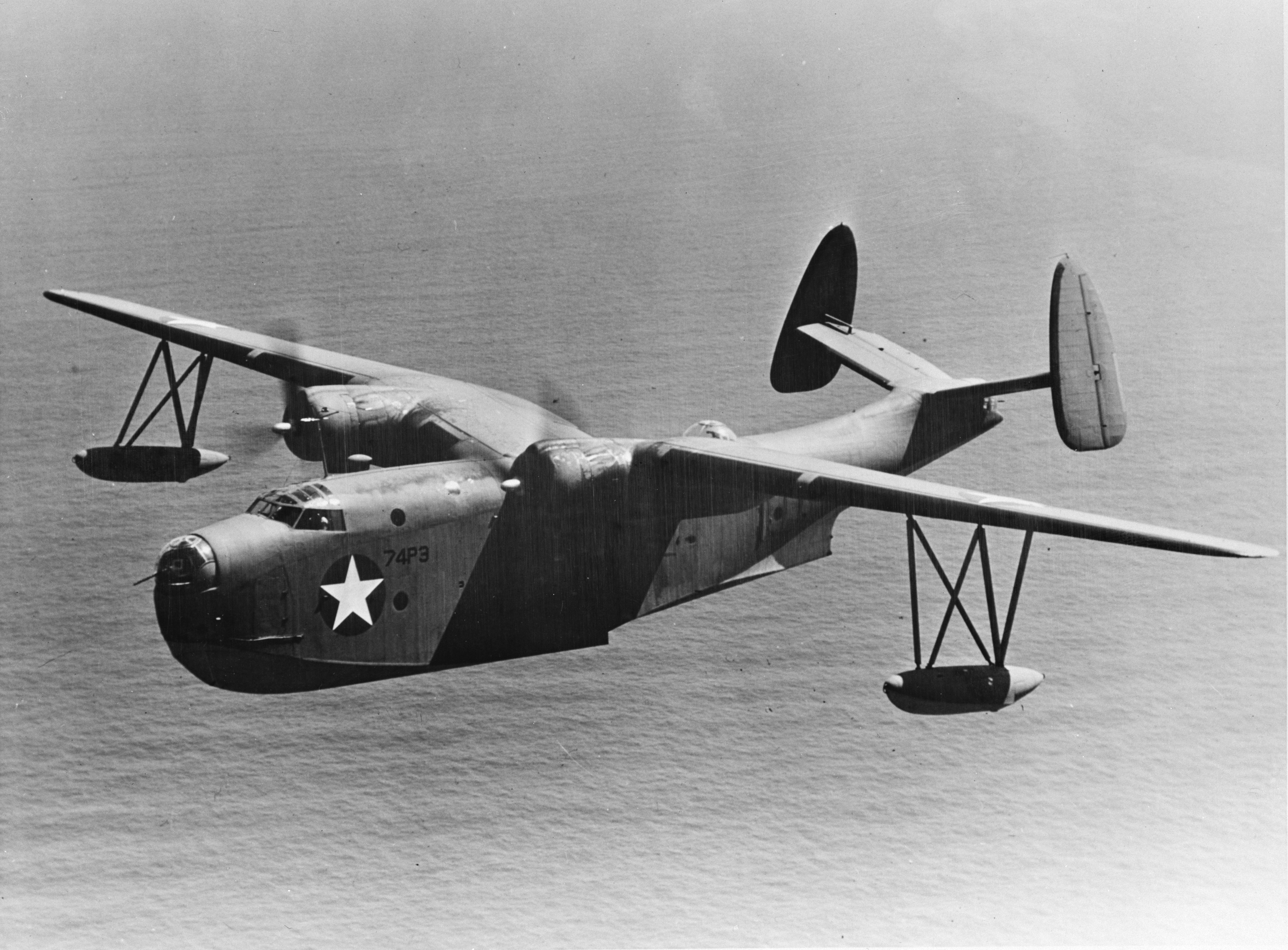
PBM-3
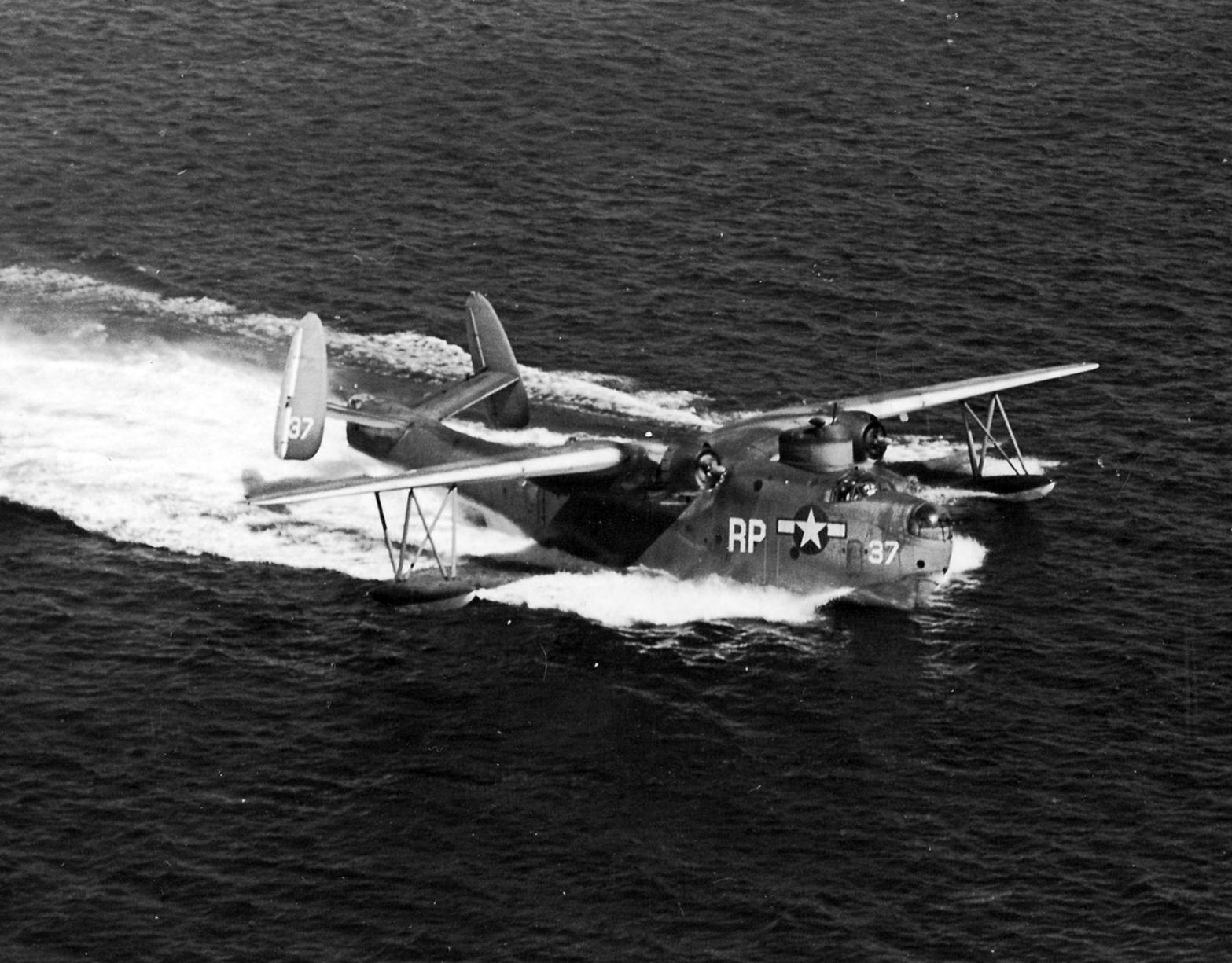
PBM-3D
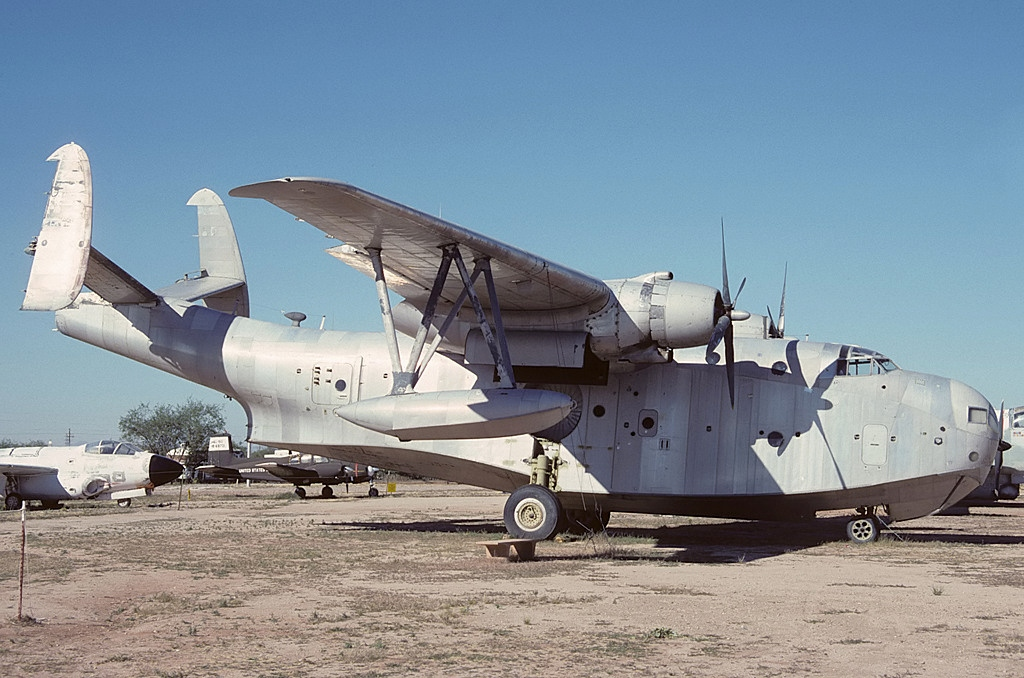
PBM-5A

XPBM-1
試作機。
PBM-1
初期量産型。
PBM-2
燃料タンク増設型。1機製造。
PBM-3
ライト R-2600-12エンジン搭載。以下のサブタイプが存在した。
PBM-3C
イギリス向け、ライト R-2600-22エンジン搭載。
PBM-3D
爆弾搭載量、武装強化型。
PBM-3R
武装を撤去し、33名の座席を設置した人員輸送型。
PBM-3S
対潜哨戒機型。
PBM-4
エンジンをライト R-3350-8に換装・強化。
PBM-5
エンジンおよび武装強化型。1944年生産開始。
PBM-5A
水陸両用機型。
PBM-5S
対潜哨戒機型。機上レーダー (AN/APS-2F)、MAD (AN/ASQ-1)、ソノブイ (AN/ARR-31)、ECM (AN/APA-11、AN/APR-4)、サーチライト (L-11)、対潜魚雷 (Mk.24) の搭載・運用が可能であり、最大12,800lbs (5,806kg) の爆弾搭載能力も有していた。
- XPBM-1
- PBM-1
- PBM-3
- PBM-3D
- PBM-5A

## 諸元

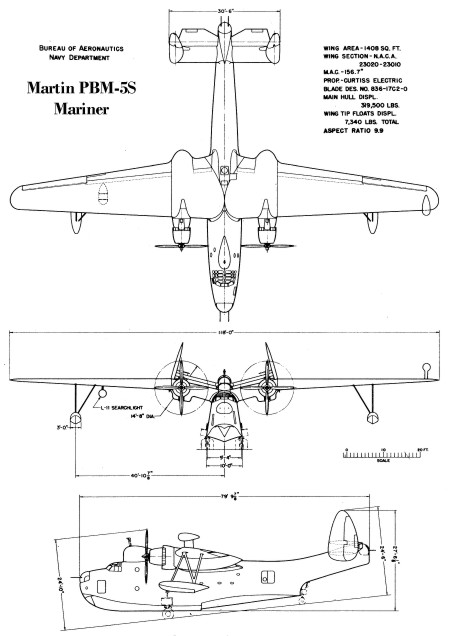
PBM-5S 三面図

| 機体名       | PBM-1                                                                       | PBM-1                                                                       | PBM-1                                                                       |
| ------------ | --------------------------------------------------------------------------- | --------------------------------------------------------------------------- | --------------------------------------------------------------------------- |
| 全長         | 77ft 4in (23.57m)                                                           | 77ft 4in (23.57m)                                                           | 77ft 4in (23.57m)                                                           |
| 全幅         | 118ft (35.97m)                                                              | 118ft (35.97m)                                                              | 118ft (35.97m)                                                              |
| 全高         | 27ft 6in (8.38m)                                                            | 27ft 6in (8.38m)                                                            | 27ft 6in (8.38m)                                                            |
| 翼面積       | 1,405ft2 (130.53m2)                                                         | 1,405ft2 (130.53m2)                                                         | 1,405ft2 (130.53m2)                                                         |
| プロペラ     | ブレード3枚 直径14ft 6in (4.42m) ×2                                         | ブレード3枚 直径14ft 6in (4.42m) ×2                                         | ブレード3枚 直径14ft 6in (4.42m) ×2                                         |
| エンジン     | Wright R-2600-6 (1,600Bhp) ×2                                               | Wright R-2600-6 (1,600Bhp) ×2                                               | Wright R-2600-6 (1,600Bhp) ×2                                               |
| 空虚重量     | 24,440lbs (11,086kg)                                                        | 24,440lbs (11,086kg)                                                        | 24,440lbs (11,086kg)                                                        |
| 武装         | AN/M2 12.7mm機関銃×5 (弾数計2,000発) + AN/M2 7.62mm機関銃×2 (弾数計1,200発) | AN/M2 12.7mm機関銃×5 (弾数計2,000発) + AN/M2 7.62mm機関銃×2 (弾数計1,200発) | AN/M2 12.7mm機関銃×5 (弾数計2,000発) + AN/M2 7.62mm機関銃×2 (弾数計1,200発) |
| 外部兵装     | 1,000lbs爆弾×6・5000lbs爆弾×8・100lbs爆弾×20、爆雷×8、Mk.13魚雷×2           | 1,000lbs爆弾×6・5000lbs爆弾×8・100lbs爆弾×20、爆雷×8、Mk.13魚雷×2           | 1,000lbs爆弾×6・5000lbs爆弾×8・100lbs爆弾×20、爆雷×8、Mk.13魚雷×2           |
| ミッション   | PATROL                                                                      | BOMBER                                                                      | TORPEDO                                                                     |
| 総重量       | 47,271lbs (21,442kg)                                                        | 48,000lbs (21,772kg)                                                        | 48,000lbs (21,772kg)                                                        |
| 搭載燃料     | 2,754gal (10,425ℓ)                                                          | 1,872gal (7,086ℓ)                                                           | 2,257gal (8,544ℓ)                                                           |
| 携行装備     | ―                                                                           | 1,000lbs爆弾×6                                                              | Mk.13魚雷×2                                                                 |
| 最高速度     | 205mph/12,000ft (330km/h 高度3,658m)                                        | 205mph/12,000ft (330km/h 高度3,658m)                                        | 198mph/12,000ft (319km/h 高度3,658m)                                        |
| 上昇能力     | 560ft/m (2.84m/s)                                                           | 540ft/m (2.74m/s)                                                           | 530ft/m (2.69m/s)                                                           |
| 実用上昇限度 | 19,500ft (5,944m)                                                           | 19,200ft (5,852m)                                                           | 18,900ft (5,761m)                                                           |
| 航続距離     | 4,050mile (6,518km)                                                         | 2,775mile (4,466km)                                                         | 3,000mile (4,828km)                                                         |
| ミッション   | A.S. PATROL                                                                 | FERRY                                                                       | ―                                                                           |
| 総重量       | 48,000lbs (21,772kg)                                                        | 45,331lbs (20,562kg)                                                        | ―                                                                           |
| 搭載燃料     | 2,403gal (9,096ℓ)                                                           | 2,754gal (10,425ℓ)                                                          | ―                                                                           |
| 携行装備     | 爆雷×8                                                                      | ―                                                                           | ―                                                                           |
| 最高速度     | 205mph/12,000ft (330km/h 高度3,658m)                                        | 212mph/12,000ft (341km/h 高度3,658m)                                        | ―                                                                           |
| 上昇能力     | 540ft/m (2.74m/s)                                                           | 640ft/m (3.25m/s)                                                           | ―                                                                           |
| 実用上昇限度 | 19,200ft (5,852m)                                                           | 20,500ft (6,248m)                                                           | ―                                                                           |
| 航続距離     | 3,375mile (5,432km)                                                         | 4,400mile (7,081km)                                                         | ―                                                                           |

## 現存する機体
| 型名        | 番号   | 機体写真 | 所在地                  | 所有者                 | 公開状況 | 状態     | 備考 |
| ----------- | ------ | -------- | ----------------------- | ---------------------- | -------- | -------- | --- |
| モデル 162A | N19168 |          | アメリカ メリーランド州 | バルティモア産業博物館 | 公開     | 静態展示 | 搭乗員の試験用機体で、大きさが生産機の3分の8である。                                                                                               |
| PBM-3D      | 48199  |          | アメリカ ハウランド島   | ハウランド島の海岸     | 公開     | 放置     | |
| PBM-5       | 59172  |          | アメリカ ワシントン州   | ワシントン湖           | 公開     | 放置     | 1949年5月6日に墜落した後、幾度も引き揚げが計画されたものの失敗したことから、現在はダイバーの練習場として使われている。転覆した状態となっている。   |
| PBM-5A      | 122071 |          | アメリカ アリゾナ州     | ピマ航空宇宙博物館     | 公開     | 静態展示 | 1948年から1956年に米海軍で運用された。1950年代初めに所属していた第21輸送中隊におけるRZ 051という塗装がされている。国立航空宇宙博物館からの貸与品。 |